# Ginetes
Ginetes é uma freguesia portuguesa do município de Ponta Delgada, com 12,07 km² de área e 1184 habitantes (censo de 2021). A sua densidade populacional é 91,7 hab./km².
Ginetes tem uma estrada que liga Mosteiros a Ponta Delgada.
A atividade principal é a agricultura. É banhada pelo Oceano Atlântico a sul e oeste. Tem montanhas a norte e nordeste.

## Demografia
Nota: Com lugares desta freguesia foi criada pelo Decreto Lei n.º 40/71, de 18 de fevereiro, a freguesia de Sete Cidades
A população registada nos censos foi:
| Ano  | 0-14 Anos | 15-24 Anos | 25-64 Anos | > 65 Anos |
| 2001 | 257       | 221        | 607        | 182       |
| 2011 | 275       | 188        | 720        | 195       |
| 2021 | 150       | 166        | 656        | 212       |

## História
A freguesia de Ginetes é amparada dos ventos marítimos pelo Pico dos Ginetes. Gaspar Frutuoso afirma que o Pico de Ginetes, propriedade de Aires Jácome, fora assim chamado por nele se criarem ginetes [ um tipo de cavalo ]. (Saudades da Terra) O topónimo Ginetes foi atribuído, não apenas ao pico, mas também à própria povoação. Ginete poderá ser uma antiga designação de combatente [ ou cavaleiro ] montado em ginete. (Dicionário Onomástico Etimológico da Língua Portuguesa, José Pedro Machado, Editorial Confluência, Lisboa, 1984, Vol. 2, pág. 716) A principal atividade económica da freguesia é a agricultura.
Em 1538, houve uma erupção vulcânica submarina nas proximidades da costa da Ponta da Ferraria que durou 25 dias. Da erupção resultou o aparecimento de um efémero ilhéu, de "quase uma légua de circunferência", que logo desapareceu. Não há registo de prejuízos em terra.
Foi no reinado de D. João III, que foi construída a primitiva Igreja para evitar que os fiéis se deslocassem para muito longe, a fim de cumprirem o preceito Dominical. A referida construção durou cerca de 36 anos. Hoje já não existe qualquer vestígio da primitiva Igreja, a não ser uma pia de batismo em pedra lavrada. Segundo a tradição, a primitiva Igreja foi edificada no lugar da Lombinha. Antes de 1557, Ginetes pertencia à paróquia de Candelária), por ser mais antiga.
No interregno de 1568 a 1584, foi instituída a paróquia de São Sebastião de Ginetes, sendo a Ermida da Lombinha elevada à categoria de Igreja paroquial. O seu primeiro vigário foi Pe. Gaspar de Carvalho. Faleceu em 1603, sendo substituído pelo Pe. Baltazar Gonçalves Ferreira, amigo intimo do rico proprietário do Pico de Ginetes, Aires Jácome Correia. Imagem adquirida em 1806.
Porque a primitiva igreja já não tinha capacidade suficiente para recolher todo o povo, foi concebido um plano para a construção de uma nova igreja, em lugar mais adequado e central, e que junto desta, se pudesse edificar uma residência paroquial. A pedido do vigário Pe. Baltazar Gonçalves Ferreira, foi oferecido pelo seu grande amigo, Aires Jácome Correia, dois alqueires de terra, no sitio da atual Igreja e o que sobrasse do templo paroquial e do adro fosse ocupado com a construção da residência paroquial.
A edificação da atual Igreja ocorreu entre 1603 e 1635, no referido terreno. Foi nesse tempo, aberta uma rua com o nome de Rua Nova, do lado nordeste do templo. Portanto a Rua Nova é tão antiga como a atual Igreja. A construção da Igreja levou 32 anos. Baltazar Gonçalves Ferreira serviu a Paróquia de Ginetes, durante 28 anos, até 1631, data em que faleceu, não tendo completado a obra com que sonhara.
Em 1682, deu-se nova erupção vulcânica submarina a 4 léguas da Ponta da Ferraria, matando quantidade de peixe, que veio dar à costa. E um caravelão vindo de Angra por esta parte, com pedra-pomes não pôde passar." Em 1713, a crise sísmica que antecedeu a erupção vulcânica do Pico das Camarinhas, destruiu muitas casas na freguesia.
Em 1811, uma violenta erupção vulcânica submarina, criou um ilhéu ao largo da Ponta da Ferraria - a chamada Ilha Sabrina, matando muito peixe. O ilhéu era de forma circular e foi reclamada para a coroa britânica pelo comandante de um navio de guerra inglês, a fragata HMS Sabrina, aportada em Ponta Delgada. Em terra, os sismos fizeram ruir rochedos e arruinaram muitas casas. O ilhéu desapareceu nos anos seguintes.
A Filarmónica Minerva de Ginetes foi fundada em 1906, por José Maria Raposo Amaral.

## Património natural
- Pico das Camarinhas
- Miradouro da Ponta da Ferraria

## Património construído
- Igreja de São Sebastião
- Farol da Ponta da Ferraria

## Freguesias próximas
- Mosteiros, noroeste
- Sete Cidades, nordeste
- Candelária, este